# Малишевский, Витольд Осипович
Ви́тольд О́сипович (Иосифович) Малише́вский (польск. Witold Maliszewski; 20 июля 1873, Могилев-Подольский, Российская империя, в наст. время Украина — 18 июля 1939, Залесье, ныне гмина Старе-Бабице, Польша) — польский композитор, музыкальный педагог.

## Биография
Родился в Подольской губернии, сын Иосифа Малишевского, высланного из Варшавы за участие в Польском восстании 1863 года.
Начал своё музыкальное образование в Тифлисе у М. М. Ипполитова-Иванова. Затем изучал математику и медицину в Санкт-Петербурге, прежде чем окончательно посвятить себя музыкальной карьере. Закончил Санкт-Петербургскую консерваторию (1902) по классу композиции Н. А. Римского-Корсакова, входил в Беляевский кружок. C 1908 г. работал в Одессе: сперва как руководитель музыкальных классов Одесского отделения Русского музыкального общества (рекомендован Римским-Корсаковым), затем как директор отделения. В 1913 году основал Одесскую консерваторию, став первым её директором. Во главе консерватории в кратчайший срок поставил преподавание на высокий уровень. В 1917 году выступил с рядом важных организационных предложений на съезде директоров и старших преподавателей консерваторий в Петрограде. Выступал как дирижёр, в том числе оперный.

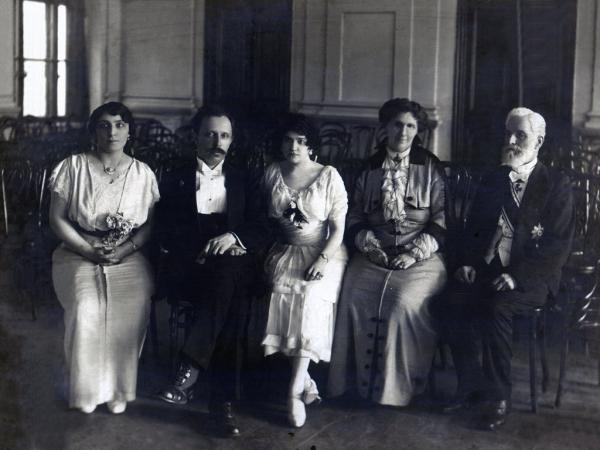
Витольд Малишевский (второй слева), выпуск Одесской консерватории 1916 года

В связи с неприятием изменений, вызванных революцией и гражданской войной, в 1921 году Малишевский эмигрирует в Польшу. В 1925—1927 гг. преподавал в Музыкальной школе им. Шопена и одновременно был директором Варшавского Музыкального Общества. В 1927 г. был председателем Первого Международного конкурса пианистов им. Фредерика Шопена.
С 1931 по 1939 гг. — профессор Варшавской консерватории. Одновременно с 1931 по 1934 гг. Малишевский — директор Музыкального отдела в Министерстве образования Польши.
Несмотря на крупный вклад Витольда Малишевского как выдающегося музыкального деятеля и педагога, в Советском Союзе его имя находилось под официальным запретом.
Ученики: Витольд Лютославский, Владимир Дукельский, Николай Вилинский, Климентий Корчмарёв, Семён Штейнберг, Феликс Родерик Лабуньский, Феликс Рыбицкий и другие.

## Основные произведения

### Музыкальный театр
- «Сирена» (Syrena), опера-балет, Op. 24 (1927); либретто Людомира М. Роговского по Х. К. Андерсену
- «Борута» (Boruta), опера-балет, Ор. 26 (1929)

### Сочинения для оркестра
- Симфония № 1, Op. 8 (1902); посв. Н. А. Римскому-Корсакову
- «Весёлая увертюра» (Ouverture joyeuse; Fröhliche Ouverture), Op. 11 (1-я публ.: 1910); посв. А. К. Глазунову
- Симфония № 2, Op. 12 (1903)
- Симфония № 3, Op. 14 (1907)
- Сюита для виолончели с оркестром, Ор. 20 (1923)
- Симфония № 4 «Возрождённой и обретённой родине» (Odrodzonej i odnalezionej ojczyźnie), Ор. 21 (1925)
- Симфония № 5
- «Куявская фантазия» (Fantazja kujawska) для фортепиано с оркестром, Ор. 25 (1928); посв. И. Я. Падеревскому
- «Скерцо и увертюра в честь Шуберта» (Scherzo i Uwertura ku czci Schuberta, 1928)
- Концерт для фортепиано с оркестром, Op. 27 (1931)
- «Сказка» (Bajka), Ор. 30 (1932)
- «Легенда о Боруте» (Legenda o Borucie), Ор. 31 (ок. 1930)

### Камерная музыка
- Соната для скрипки и фортепиано, Op. 1 (1902)
- Струнный квартет № 1, Op. 2 (1903)
- Струнный квинтет, Op. 3 (1904)
- Струнный квартет № 2, Op. 6 (1905)
- Струнный квартет № 3, Op. 15 (1914)
- Соната для виолончели и фортепиано (б. г.)[1]

### Для хора
- «Missa pontificalis Papae Pii XI» для солистов, хора, оркестра и органа, Ор. 29 (1930)
- «Requiem» для солистов, хора и оркестра, Ор. 30 (1930)

### Фортепиано
- 6 пьес, Ор. 4 (1904)
- 4 пьесы, Ор. 5 (1904)
- «Фантастические прелюдия и фуга» (Prélude et fugue fantastiques), Op. 16 (1913)

## Исполнение избранных произведений
- Witold Maliszewski (1873—1939) : Joyful Overture (c. 1902)
- Witold Maliszewski — piano concerto Op.27
- Maliszewski — Symphony No. 1 (1902)